# Ipolitas Nekrošius
 Ipolitas Nekrošius (* 7. Mai 1936) ist litauischer Arbeitsrechtler, langjähriger Professor für Arbeitsrecht an der Universität Vilnius und Rechtsanwalt.
1959 erhielt Nekrošius ein Diplom an der juristischen Fakultät der Universität Vilnius und arbeitete danach als wissenschaftlicher Assistent. Von 1965 bis 1967 studierte er in der Aspirantur und promovierte zum Kandidaten der Rechtswissenschaften. 1969 wurde ihm der Titel des Dozenten und 1991 des Professors verliehen. 1977 wurde Ipolitas Nekrošius zum Leiter des Lehrstuhls für Arbeitsrecht ernannt, welche Funktion er bis 2006 innehatte. 1977 bis 1985 war er zudem Dekan. 1992 wurde er als Rechtsanwalt zugelassen.  
Ipolitas Nekrošius ist verheiratet und hat mehrere Kinder. Professor Vytautas Nekrošius ist sein Sohn.